# الیان جاردینی
الیان جاردینی (انگلیسی: Eliane Giardini؛ زادهٔ ۲۰ اکتبر ۱۹۵۲) هنرپیشه اهل برزیل است. او بین سال‌های ۱۹۷۳–۱۹۹۷ با پائلو بتی کارگردان و تهیه‌کننده فیلم اهل برزیل ازدواج کرده بود. او مادر دو دختر به نام‌های جولیانا و ماریانا بتی است.